# Cerura hyalina
Cerura hyalina är en fjärilsart som beskrevs av Krulikowsky. 1909. Cerura hyalina ingår i släktet Cerura och familjen tandspinnare. Inga underarter finns listade i Catalogue of Life.